# Ferrokësterit
Ferrokësterit ist ein sehr selten vorkommendes Mineral aus der Mineralklasse der „Sulfide und Sulfosalze“ mit der chemischen Zusammensetzung Cu2(Fe,Zn)SnS4. Es ist damit chemisch gesehen ein Kupfer-Eisen-Zink-Zinn-Sulfid, wobei die in den runden Klammern angegebenen Elemente Eisen und Zink sich in der Formel jeweils gegenseitig vertreten können (Substitution, Diadochie), jedoch immer im selben Mengenverhältnis zu den anderen Bestandteilen des Minerals stehen.
Ferrokësterit kristallisiert im tetragonalen Kristallsystem und entwickelt nur undurchsichtige, körnige bis massige Mineral-Aggregate von stahlgrauer Farbe bei schwarzer Strichfarbe.
Ferrokësterit ist das Eisen-Analogon von Kësterit und bildet mit diesem eine lückenlose Mischkristallreihe.

## Etymologie und Geschichte
Erstmals entdeckt wurde Ferrokësterit im Bergwerk „Cligga“ bei St Agnes in der englischen Grafschaft Cornwall und beschrieben 1989 durch Stephen A. Kissin und De Alton R. Owens, die das Mineral nach seiner engen Verwandtschaft mit Kësterit und dem im Gegensatz zum Kësterit höheren Eisengehalt (griechisch-lateinisches Präfix ferro) benannten.
Typmaterial des Minerals wurden im Geological Survey of Canada in Ottawa (Register-Nr. 14747, 65048) und im Natural History Museum in London (Register-Nr. 1984,844) hinterlegt.
Bereits 1955 wurde im Bergwerk „Cligga“ ein unbekanntes Mineral gefunden und unter der Bezeichnung Isostannit kurz beschrieben, ohne nähere Angaben über physikalische oder chemische Daten zu machen. Claringbull und Hey hielten das Mineral für eine Form von Stannit, jedoch mit kubischer Struktur. Bei der Untersuchung durch Kissin und Owens stellte sich jedoch heraus, dass es sich um Kësterit bzw. Ferrokësterit handelte. Daher wurde der Mineralname Isostannit diskreditiert.

## Klassifikation
In der veralteten 8. Auflage der Mineralsystematik nach Strunz war der Ferrokësterit noch nicht aufgeführt.
In der zuletzt 2018 überarbeiteten Lapis-Systematik nach Stefan Weiß, die formal auf der alten Systematik von Karl Hugo Strunz in der 8. Auflage basiert, erhielt das Mineral die System- und Mineralnummer II/C.06-070. Dies entspricht der Klasse der „Sulfide und Sulfosalze“ und dort der Abteilung „Sulfide mit dem Stoffmengenverhältnis Metall : S,Se,Te ≈ 1 : 1“, wo Ferrokësterit zusammen mit Barquillit, Briartit, Černýit, Famatinit, Hocartit, Kësterit, Keutschit, Kuramit, Luzonit, Permingeatit, Petrukit, Pirquitasit, Rhodostannit, Sakuraiit, Stannit, Toyohait und Velikit die „Stannitgruppe“ mit der Systemnummer II/C.06 bildet.
Die von der International Mineralogical Association (IMA) zuletzt 2009 aktualisierte 9. Auflage der Strunz’schen Mineralsystematik ordnet den Ferrokësterit in die Klasse der „Sulfide und Sulfosalze (Sulfide, Selenide, Telluride, Arsenide, Antimonide, Bismutide, Sulfarsenide, Sulfantimonide, Sulfbismutide)“ und dort in die Abteilung „Metallsulfide, M : S = 1 : 1 (und ähnliche)“ ein. Hier ist das Mineral in der Unterabteilung „mit Zink (Zn), Eisen (Fe), Kupfer (Cu), Silber (Ag) usw.“ zu finden, wo es zusammen mit Černýit, Hocartit, Idait, Kësterit, Kuramit, Pirquitasit, Stannit und Velikit die „Stannitgruppe“ mit der Systemnummer 2.CB.15a bildet.
In der vorwiegend im englischen Sprachraum gebräuchlichen Systematik der Minerale nach Dana hat Ferrokësterit die System- und Mineralnummer 02.09.02.10. Das entspricht der Klasse der „Sulfide und Sulfosalze“ und dort der Abteilung „Sulfidminerale“. Hier findet er sich innerhalb der Unterabteilung „Sulfide – einschließlich Selenide und Telluride – mit der Zusammensetzung AmBnXp, mit (m+n):p=1:1“ in der „Stannitgruppe (Tetragonal: I42m) A2BCS-Typ“, in der auch Stannit, Černýit, Briartit, Kuramit, Sakuraiit, Hocartit, Pirquitasit, Velikit, Kësterit und Barquillit eingeordnet sind.

## Kristallstruktur
Ferrokësterit kristallisiert tetragonal in der Raumgruppe I4 (Raumgruppen-Nr. 82) mit den Gitterparametern a = 5,43 Å und c = 10,88 Å sowie 2 Formeleinheiten pro Elementarzelle.

## Modifikationen und Varietäten
Die Verbindung Cu2(Fe,Zn)SnS4 ist dimorph, kommt also in der Natur neben dem tetragonal kristallisierenden Ferrokesterit noch als ebenfalls tetragonal, jedoch in einer anderen Raumgruppe kristallisierender Stannit vor.

## Bildung und Fundorte
Ferrokësterit bildet sich in von Greisen eingefassten Sulfid-Adern im Granit. Als Begleitminerale treten unter anderem Arsenopyrit, Chalkopyrit, Chalkosin, Kassiterit, Quarz, Sphalerit auf.
Als seltene Mineralbildung konnte Ferrokësterit bisher (Stand: 2012) nur an wenigen Fundorten nachgewiesen, wobei dessen Typlokalität „Cligga Mine“ bei St Agnes der bisher einzige bekannte Fundort im Vereinigten Königreich ist.
Weitere Fundorte sind unter anderem das Bergwerk „Oploca“ bei Pirquitas im Departamento Rinconada und die „Pingüino Lagerstätte“ (Cerro León) bei Macizo del Deseado in Santa Cruz in Argentinien, die Bergwerke „Itos“ und „San José“ bei Oruro in Brasilien, das Bergwerk „Yaogangxian“ im gleichnamigen Wolfram-Zinn-Erzfeld von Yizhang in China sowie im Dolomit-Steinbruch bei Rędziny am Landeshuter Kamm in Polen.